# The Heart of Me
The Heart of Me è un film britannico-tedesco del 2002 diretto da Thaddeus O'Sullivan.
Si tratta di un adattamento del romanzo di Rosamond Lehmann The Echoing Grove.